# Camille Lepage
Camille Lepage (Angers, Maine-et-Loire, 28 de enero de 1988 – Bouar, República Centroafricana,12 de mayo de 2014) fue una fotoperiodista francesa que murió durante el conflicto en la República Centroafricana en 2014. Su muerte fue descrita como un asesinato por la presidencia francesa y marcó la primera muerte de un periodista occidental en el conflicto.

## Trayectoria
Después de completar su educación secundaria en el Collège Saint-Martin en Angers, Lepage pasó a estudiar periodismo en la Universidad Southampton Solent, durante la cual completó un año Erasmus en la Universidad de Ciencias Aplicadas de Utrecht en los Países Bajos.
Posteriormente se especializó en fotoperiodismo y trabajó de forma independiente en África, especialmente en Egipto, Sudán del Sur y la República Centroafricana. Después de terminar su carrera en Southampton, en julio de 2012, se mudó y se instaló en Juba, capital de Sudán del Sur, un año y medio antes de llegar a Bangui (capital de República Centroafricana), donde pasó los últimos meses de su vida. Ella habló sobre sus intereses en conflictos y fotoperiodismo en una entrevista un año antes de su muerte, donde le preguntaron sobre sus mejores momentos de su carrera hasta la fecha y ella respondió: "No estoy segura de poder hablar de mi carrera aún, ¡todavía estoy empezando! Me parece increíble poder viajar probablemente a algunas de las áreas más remotas, conocer gente maravillosa en todas partes y poder documentarlas". Fue una reconocida fotoperiodista y suss trabajo han sido publicados en diferentes medios de comunicación, como: The New York Times, The Guardian, Le Monde, The Washington Post, Der Spiegel, Libération, Le Nouvel Observateur, La Croix, The Sunday Times, The Wall Street Journal, Vice, Al Jazeera y colaboró  ampliamente con la BBC. También realizó trabajos  para varias organizaciones no gubernamentales, entre ellas: PMA, Enough Project, UNESCO, Internews, Crown Agents, Deloitte, Amnistía Internacional y Médicos sin Fronteras.
Lepage habló con pasión sobre la gravedad de las noticias que rodean el conflicto de la República Centroafricana y que no son cubiertas por los grandes medios de comunicación: «No puedo aceptar que las tragedias de la gente se silencien simplemente porque nadie puede lucrarse con ellas», dijo. «Decidí hacerlo yo misma y traerles algo de luz, pase lo que pase.»

## Fallecimiento
En noviembre de 2013, la ONU advirtió que la República Centroafricana corría el riesgo de caer en una espiral de violencia y de «sumirse en un caos absoluto». Y Francia describió al país como «al borde del genocidio».
Una semana antes de su muerte, las últimas publicaciones de Lepage en Instagram y Twitter decían que viajaba en motocicleta durante horas con una milicia antibalaka por rutas elegidas para evitar los puestos de control de las fuerzas de paz africanas hacia Amada Gaza a unos 120 kilómetros de Berbérati, donde 150 personas habían sido asesinadas por rebeldes Séléka desde marzo.
El 13 de mayo de 2014, el cuerpo de Lepage fue encontrado por tropas de paz francesas que patrullaban la región de Bouar, al oeste del país, en un vehículo conducido por rebeldes antibalaka. El padre Jean Maruis Zoumaldé, director de Radio Siriri en la región, dijo que había estado en una zona donde había intensos combates entre los dos bandos. Según informes, estaba viajando cerca de la frontera de la República Centroafricana con Camerún cuando se vio envuelta en un combate.

### Reacciones
- El Comité para la Protección de los Periodistas (CPJ) pidió una investigación inmediata sobre la muerte de Lepage. "Instamos a la misión de paz de la ONU en la República Centroafricana, así como a las autoridades francesas, a garantizar una investigación exhaustiva sobre la muerte de Camille Lepage", declaró Mohamed Keita, coordinador de incidencia política del CPJ en África.[12] Además, la Federación Internacional de Periodistas (FIP) y la Federación Europea de Periodistas (FEP) han instado al gobierno de transición de la República Centroafricana y a todas las fuerzas internacionales estacionadas en el país a hacer todo lo posible para garantizar que los asesinos del periodista francés Camille Lepage respondan por sus crímenes.[13]
- Francia - El Elíseo informó en un comunicado que el presidente francés, François Hollande, ordenó el envío inmediato de un equipo francés y policías de la fuerza africana desplegada en el país al lugar de los hechos. «Se desplegarán todos los medios necesarios para esclarecer las circunstancias de este asesinato y encontrar a los asesinos de nuestro compatriota», indicó el comunicado, que también utilizó el término «assassinate» («asesinato» en español) para sugerir que París tiene información de que Lepage fue un objetivo deliberado.[3] El ministro de Asuntos Exteriores francés, Laurent Fabius, describió a Lepage como un "periodista y fotógrafo de gran valentía".[14]
- Naciones Unidas - La ONU ha condenado el asesinato del fotoperiodista francés:[4]

- Consejo de Seguridad de las Naciones Unidas - El Consejo condenó el asesinato de Lepage y afirmó que "los responsables del asesinato deberán rendir cuentas". También recordó en una declaración que, de conformidad con el derecho internacional humanitario, los periodistas, los profesionales de los medios de comunicación y el personal asociado que participan en misiones profesionales peligrosas en zonas de conflicto armado son generalmente considerados civiles y deben ser respetados y protegidos como tales.
- UNESCO - Irina Bokova, directora general de la Organización de las Naciones Unidas para la Educación, la Ciencia y la Cultura (UNESCO), declaró: «Condeno el asesinato de Camille Lepage, cuyo único deseo era mostrar, a través de su obra, el destino de las poblaciones marginadas», e instó a las autoridades del país a hacer todo lo posible para esclarecer las circunstancias de su muerte y llevar a los responsables ante la justicia.

## Premios
- «Golpe de corazón» de la Asociación Nacional de Fotógrafos en el festival Visa pour l'image, en 2013
- Finalista nominado de la Bourse du talent #53, categoría Reportaje 2014.[15]
- 2.º lugar Imágenes del Año Internacional 2014, categoría Retrato, por la serie Vanishing Youth.
- Premio Fundación Manuel Rivera-Ortiz
- PhotoBoite 30 fotógrafas menores de 30 años - 2015 (póstumo)